# Castillo de Abajo de Millares
El Castillo de "Abajo" o El Castillito de Millares. Se encuentra en las afueras de la población del mismo nombre, de la comarca de la Canal de Navarrés, de la provincia de valencia. Está catalogado como Bien de interés cultural con número de anotación ministerial: R-I-51-0010800, y fecha de anotación tres de junio de 2002.

## Descripción
La zona de Millares es  un territorio que mantuvo gran importancia estratégica durante el periodo de la Reconquista. Por esta razón existieron numerosos castillos y fortalezas en el mismo. Se tienen noticias de, al menos, cinco castillos o recintos fortificados, si bien se han conseguido identificar El Castillito, el Castillo de Coves y el Castillo de Corral Antón. También se conoce la existencia de otro recinto fortificado en el centro del núcleo urbano de la población, si bien sus restos han sido ocultados por la construcción de viviendas. Se sabe que existían dos torres de defensa y vigía, pero aún no se han localizado sus restos. El Rey Jaime I, el 18 de enero de 1256, donó, en Tarazona, a Ato de Foces las villas y castillos de Madrona, Millares y Dos Aguas. Martín de Viciana, quien dedicó el tomo III de su Crónica de Valencia, en [[156}]], a Giner Rabasa de Perellós, Señor del castillo de Madrona y de la baronía de Dos Aguas.
En 1257, una vez conquistada por Jaime I de Aragón, al tratarse de una zona de importante población en época musulmana, tributó a la Corona con 200 besantes. La mayoría de sus habitantes eran moriscos, quienes contaban con 53 casas en 1563 y con 80 casas en 1609, año que fue decretada su expulsión. Al negarse gran parte de esta población a abandonar la zona, se refugiaron la Muela de Cortés, donde resistieron a las tropas reales, aunque finalmente fueron derrotados. Fueron tales los daños que esta expulsión tuvo sobre la zona, que la corona hubo de indemnizar al Señor de la baronía por los perjuicios ocasionados al privarle de mano de obra que trabajase sus tierras. El señorío estuvo detentado por la familia Bou hasta que se quebró la línea masculina directa de dicho apellido.
Del  castillo de Abajo se conserva todo el recinto amurallado así como la torre principal, de planta cuadrada, asentado sobre un macizo de roca. Su fábrica es de tapial de piedra, que se adapta a las irregularidades del terreno.
Su denominación de "Castillo de Abajo" se debe al hecho de encontrarse a pese a su estratégica situación, a una altura inferior con respecto a la de la población. Su origen es musulmán.